# Walter von Brunn
Walter Albert Ferdinand Brunn (Gotinga, 2 de setembro de 1876 – Leipzig, 21 de dezembro de 1952) foi um cirurgião e historiador da medicina alemão.
Estudou medicina nas universidades de Gotinga e Rostock, onde foi aluno de Carl Garré. De 1900 a 1905, atuou como assistente cirúrgico nas clínicas universitárias de Berlim e Marburgo, e posteriormente abriu um consultório cirúrgico particular em Rostock. Como médico de hospital durante a Primeira Guerra Mundial, perdeu um braço em consequência de uma infecção séptica, encerrando assim sua carreira como cirurgião.
Em 1919 obteve sua habilitação com uma tese sobre o cirurgião medieval Guy de Chauliac e, em 1924, tornou-se professor associado na Universidade de Rostock. De 1934 a 1950, foi professor de história da medicina na Universidade de Leipzig.
De 1934 a 1950 foi diretor do Karl Sudhoff-Institut für Geschichte der Medizin und der Naturwissenschaften (Instituto Karl Sudhoff de História da Medicina e Ciências Naturais) em Leipzig. De 1947 a 1951 foi vice-presidente da Academia Leopoldina.